# Ken Oosterbroek
Ken Oosterbroek (Joanesburgo, 14 de fevereiro de 1963 – Thokoza, 18 de abril de 1994) foi um fotojornalista sul-africano, membro do Clube do Bangue-Bangue.

## Prêmios
- World Press Photo - Notícias Gerais (1992)[1]